# Laguna Los Litres
La laguna Los Litres es un cuerpo de agua superficial ubicado en la cuenca del río Itata, en la comuna de Quillón, provincia de Diguillín, Región de Ñuble, Chile.

## Historia
Luis Risopatrón lo describe en su Diccionario Jeográfico de Chile (1924):: 485 
Litres (Laguna de los). Se encuentra en el fundo del mismo nombre, a unos 9 kilómetros al NW de la estación de Cabrero del ferrocarril central.

## Población, economía y ecología
En 2020 ocurrió una gran mortandad de peces en la laguna, lo que se había visto veces anteriores, pero no en esa magnitud.